# یواس‌آرسی جفرسن دیویس (۱۸۵۳)
یواس‌آرسی جفرسن دیویس (۱۸۵۳) (به انگلیسی: USRC Jefferson Davis (1853)) یک کشتی است که طول آن ۹۳ فوت (۲۸ متر) می‌باشد. این کشتی در سال ۱۸۵۳ ساخته شد.